# Хойново (Вармінсько-Мазурське воєводство)
Хойново (пол. Chojnowo, нім. Conradswalde) — село в Польщі, у гміні Толькмицько Ельблонзького повіту Вармінсько-Мазурського воєводства.
Населення — 244 особи (2011).
У 1975-1998 роках село належало до Ельблонзького воєводства.

## Демографія
Демографічна структура станом на 31 березня 2011 року:
|          | Загалом | Допрацездатний вік | Працездатний вік | Постпрацездатний вік |
| -------- | ------- | ------------------ | ---------------- | -------------------- |
| Чоловіки | 122     | 29                 | 82               | 11                   |
| Жінки    | 122     | 32                 | 70               | 20                   |
| Разом    | 244     | 61                 | 152              | 31                   |